# Collegium Musicum

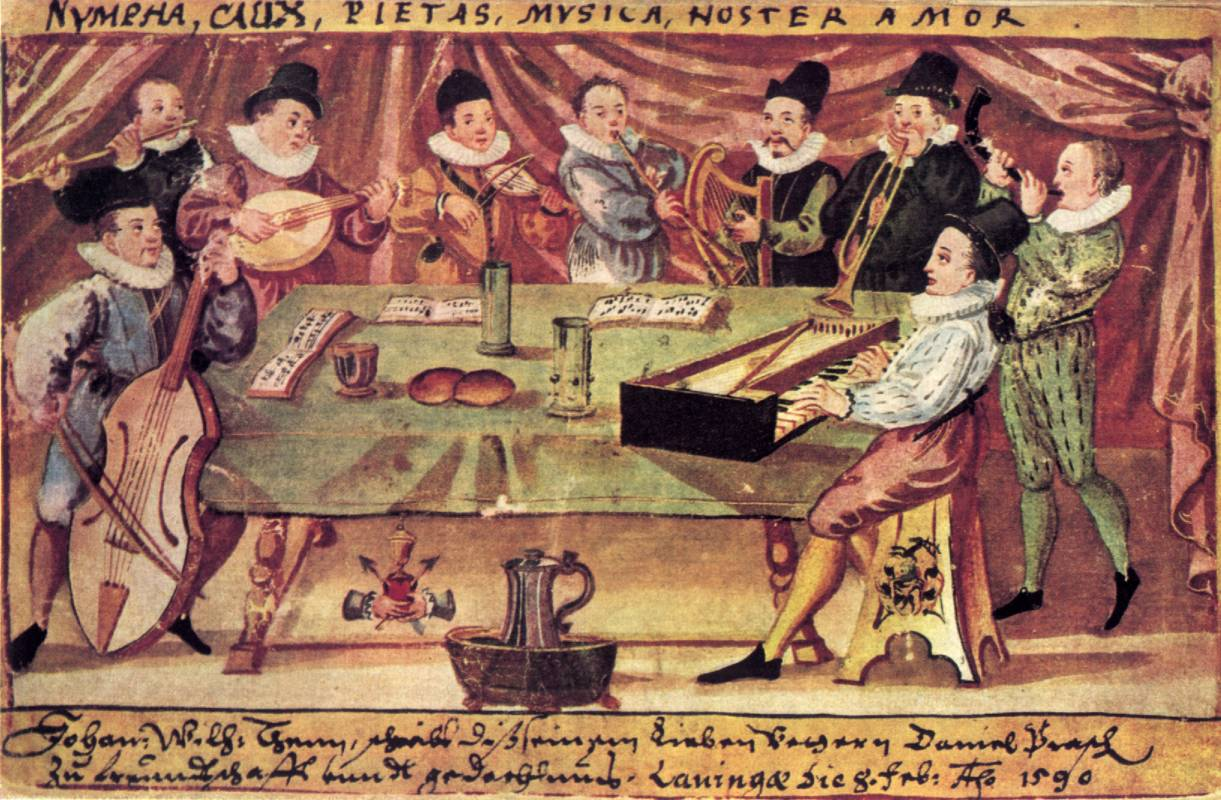
Esempio di collegium musicum (Lauingen, 1590)

Con Collegium Musicum si intendono le società musicali che sorsero nelle città tedesche e svizzero-tedesche durante la riforma protestante e che prosperarono fino alla metà del XVIII secolo.
Generalmente, mentre le società come le Kantorei coltivavano la musica vocale per le esecuzioni nelle chiese ed i Convivium Musicum discutevano di filosofia musicale, i Collegium Musicum eseguivano musica vocale e strumentale per puro piacere a scopo di intrattenimento.
Il Collegium Musicum di Lipsia, costituito prevalentemente da studenti universitari, godette di una serie di direttori particolarmente illustri, fra cui Johann Kuhnau, Georg Philipp Telemann e Johann Sebastian Bach, che composero numerosi concerti per le settimanali esibizioni al centrale Caffè Zimmermann. Telemann continuò a promuovere i concerti anche da Francoforte e da Amburgo, favorendo così l'emergere in Germania dei concerti per sottoscrizione pubblica. A partire dal 1744 sorsero organizzazioni simili anche in Pennsylvania, Maryland, Ohio e Carolina del Nord.
Nel 1909 Hugo Riemann rifondò il Collegium Musicum di Lipsia all'interno della locale università, promuovendo così l'esecuzione della musica antica con strumenti originali o con repliche.

## Collegium Musicum storici
- Collegium Musicum di Lipsia, fondato nel 1703 da Georg Philipp Telemann e successivamente diretto da Johann Sebastian Bach.
- Collegium Musicum di Amburgo, ensemble fondata nel XVII secolo da Matthias Weckmann.